# إدريس باموس
ادريس باموس ولد بمدينة برشيد في (15 دجنبر 1942 و توفي في 16 أبريل 2015) و هو لاعب كرة قدم مغربي.

## مسيرته

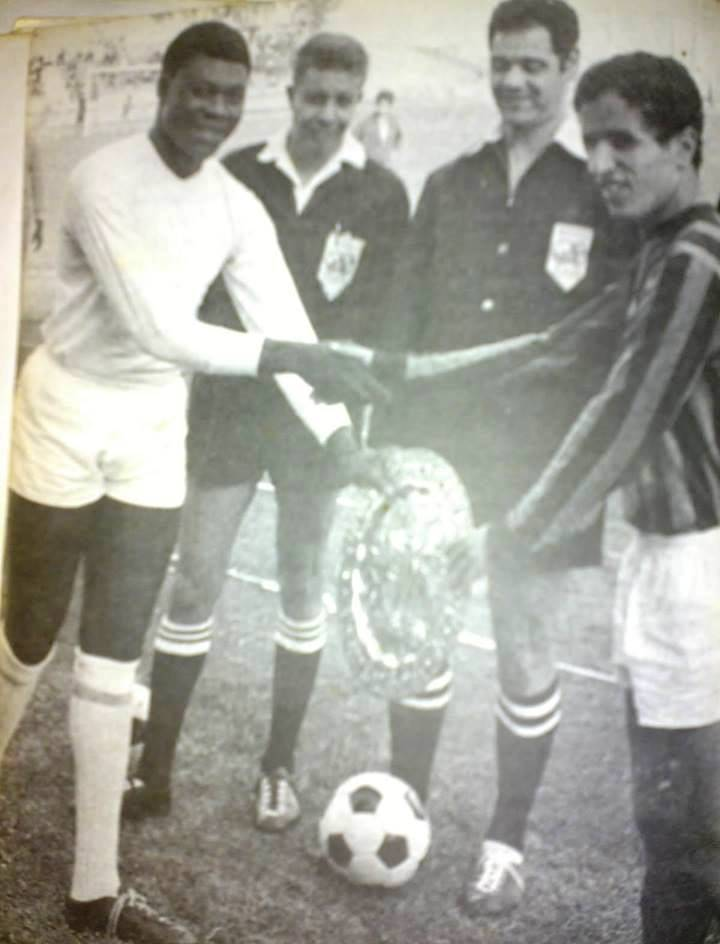
صورة له عندما كان مع ناديه الجيش الملكي

باموس حمل قميص نادي الجيش الملكي من 1960 إلى 1975 كلاعب وسط ميدان وفاز معه بعدة ألقاب بالدوري المغربي وكأس العرش، و لعب للمنتخب المغربي في الألعاب الأولمبية الصيفية 1964 ب طوكيو . و كان قائدا للمنتخب المغربي في كأس العالم لكرة القدم 1970.
و تقلد منصب رئيس الجامعة الملكية المغربية لكرة القدم من 1986 إلى حدود سنة 1992، و شارك مع وحمل قميص المنتخب المغربي بكأس الأمم الأفريقية لكرة القدم 1988 بالمغرب.
و في سنة 2006 أختير من طرف الكنفدرالية الأفريقية لكرة القدم كواحد من أحسن 200 لاعب كرة قدم أفريقي في أخر 50 سنة.
و هو خريج مدرسة سان سير العسكرية بفرنسا، و قد ترقى قبل وفاته إلى رتبة عميد بالدرك الملكي المغربي سنة 2003.

## ألقاب وإنجازات
- فاز مع الجيش الملكي بسبعة ألقاب من الدوري المغربي منها أربعة ألقاب متتالية وذلك في مواسم 1960-1961 و1961-1962 و1962-1963 و1963-1964 و1966-1967 و1967-1968 و1969-1970.
- فاز معه أيضا بكأس العرش موسم 1971-1970.
- و لعب معه نهائي كأس محمد الخامس في مناسبتين 1967 و1970.